# Mehdi Farrokh
Mehdi Farrokh (persisch مهدی فرخ Mehdi Farroch‎; * 1886 in Teheran; † 1973) war ein iranischer Diplomat und Politiker.
Er heiratete Ezzat Saltaneh Tabatabai-Diba (1904–1982); sein Sohn war Fereydoun Farrokh.

## Werdegang
Farrokh schloss ein Studium der Politikwissenschaft an der Universität Teheran ab und trat in den auswärtigen Dienst.
Er war in fünf Regierungen Minister.
Er war Generalgouverneur der Provinzen: Aserbaidschan, Fars, Kerman, Belutschistan und Sistan und Chorassan.
Von 1948 bis 1949 war er Botschafter in Nanking (Republik China).
Er leitete die iranische Delegation zur Grenzkommission für Afghanistan und Iran.
Er war dreimal Abgeordneter in der Madschles und viermal Senator.
Mehdi Farrokh reiste in Europa und sprach Russisch und Türkisch.

## Veröffentlichungen
- History of Afghanistan, Indo-Afghan relations; Political Memoirs; Who Am I?[2]